# Monte Basòdino
De Monte Basòdino is een 3273 meter hoge berg in het westen van de Lepontische Alpen. De berg ligt op de grens van het Italiaanse Piëmont en het Zwitserse kanton Ticino en is de hoogste bergtop van de Tessiner Alpen.
Ten westen van de berg ligt het Italiaanse Valle Formazza, waarvan het noordelijkste deel Duitstalig is. Aan de oostzijde van de top ligt het Zwitserse Val Bavona, een zijdal van het lange Valle Maggia.
Rondom de berg leeft een grote populatie alpenmarmotten evenals steenbokken en gemzen. Behalve een groot aantal meren telt het gebergte ook vele grotten en stroomt er zelfs een onderaardse rivier die via de grot Grotta del Pavone uitstroomt boven het Lago di Zött.
Uitgangspunt voor de beklimming van de Monte Basòdino is de berghut Capanna Basòdino (1856 m). Deze ligt nabij het bergstation van de kabelbaan San Carlo-Robiei (1894 m). Vanaf de Italiaanse zijde begint de beklimming vaak bij de berghut Rifugio Maria Luisa (2157 m) aan het stuwmeer Lago di Toggia. De normaalroute voert over de gletsjer die zich ten noordoosten van de top uitstrekt en de oostgraat van de berg. De Monte Basòdino werd voor het eerst beklommen op 3 september 1863 door de Peter Losi, Gaudenzio Zanini, Giacomo Padovani en Pietro Scuella.